# جسر لانكاوي سكاي
جسر لانكاوي سكاي (بالملايوية: Jambatan Udara Langkawi ؛ بالإنجليزية: Langkawi Sky Bridge - أي: جسر سماء لانكاوي) جسر مدعوم بالكوابل للمشاة، يقع في لانكاوي التابعة لولاية كيدا في ماليزيا. تم بناؤه عام 2005 بطول 125 متر وعلى ارتفاع 700 متر (2,300 قدم) فوق مستوى سطح البحر. يمكن الوصول إليه بواسطة تلفريك لانكاوي.

## معرض صور

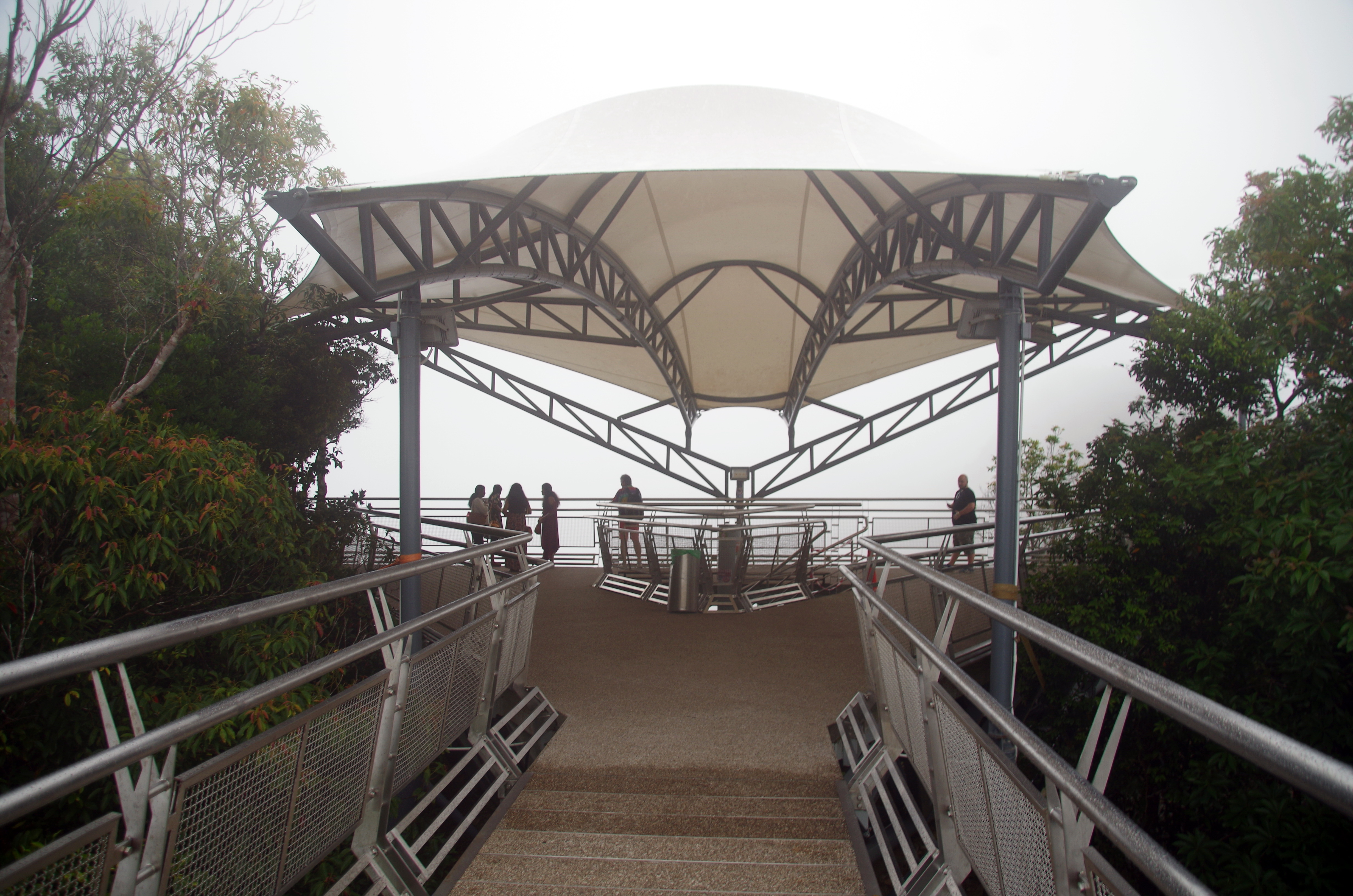
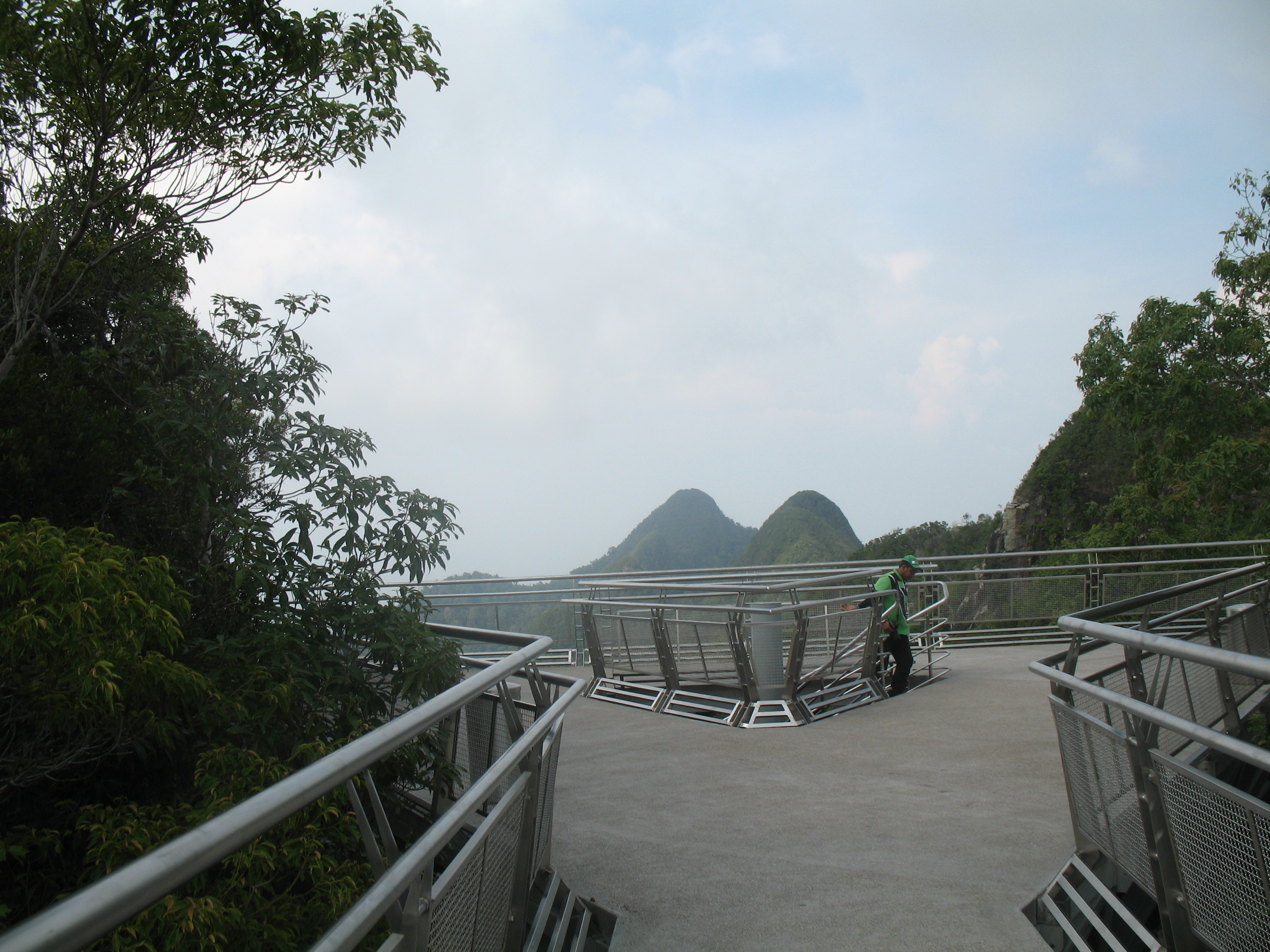
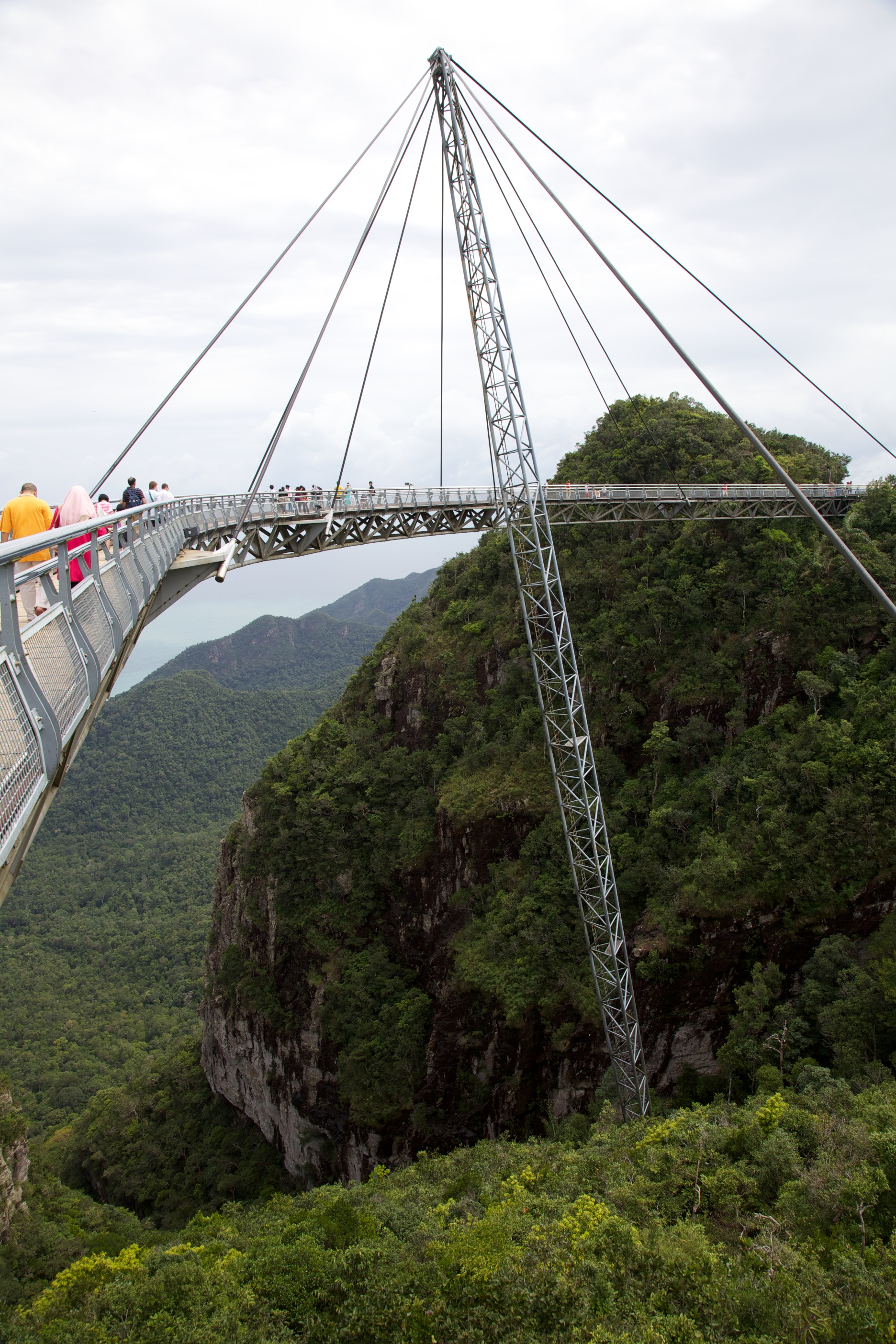
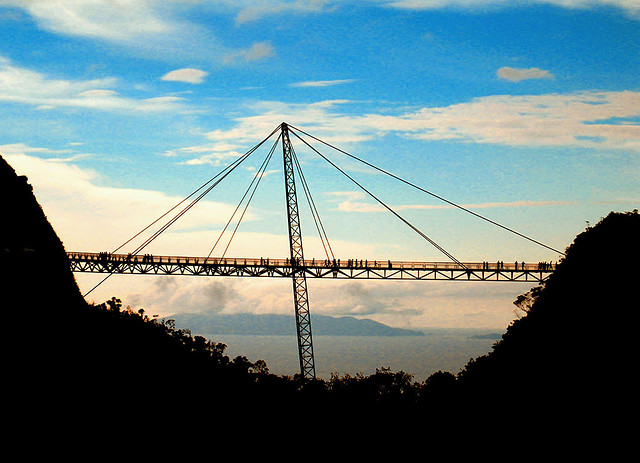
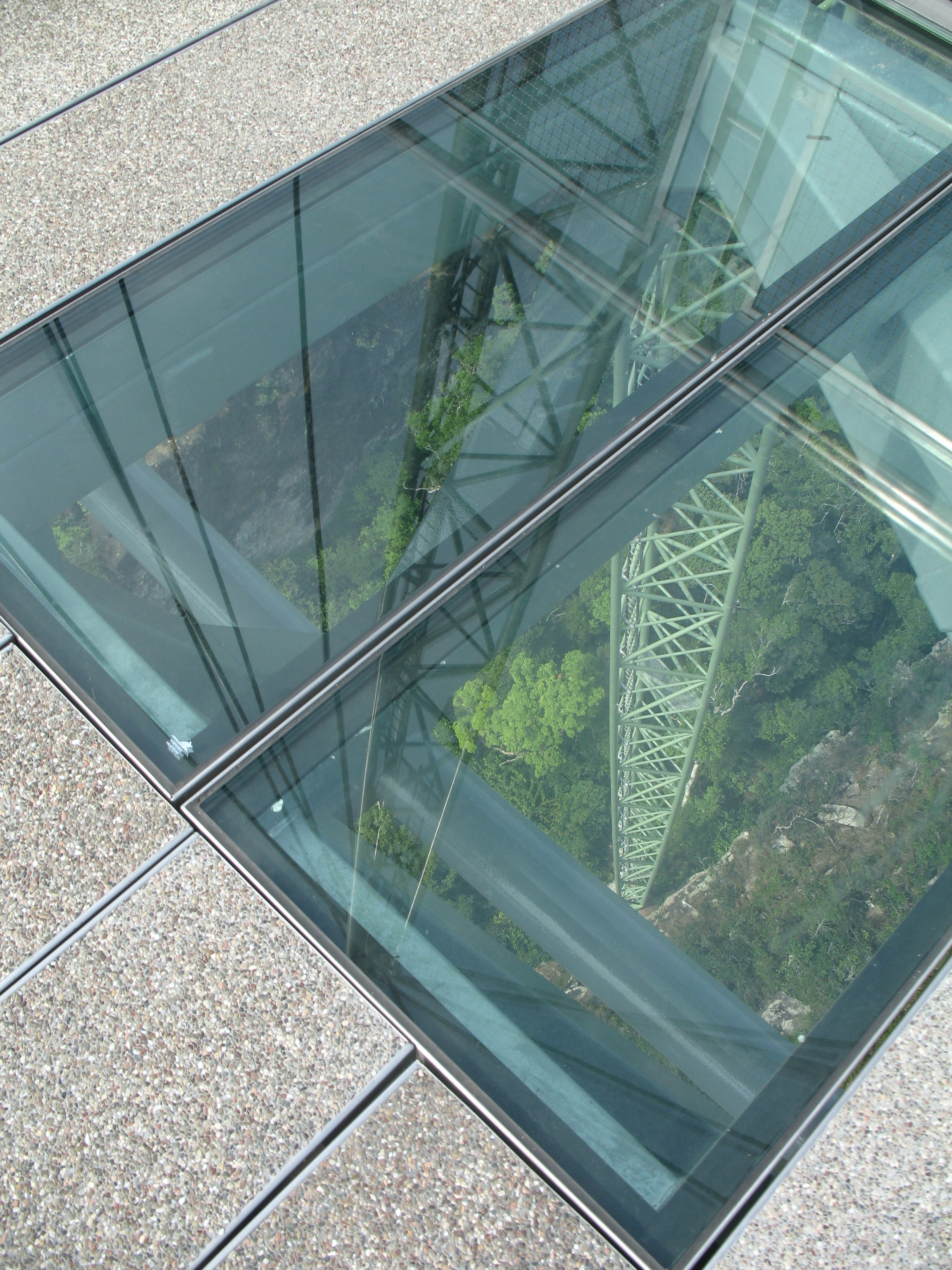
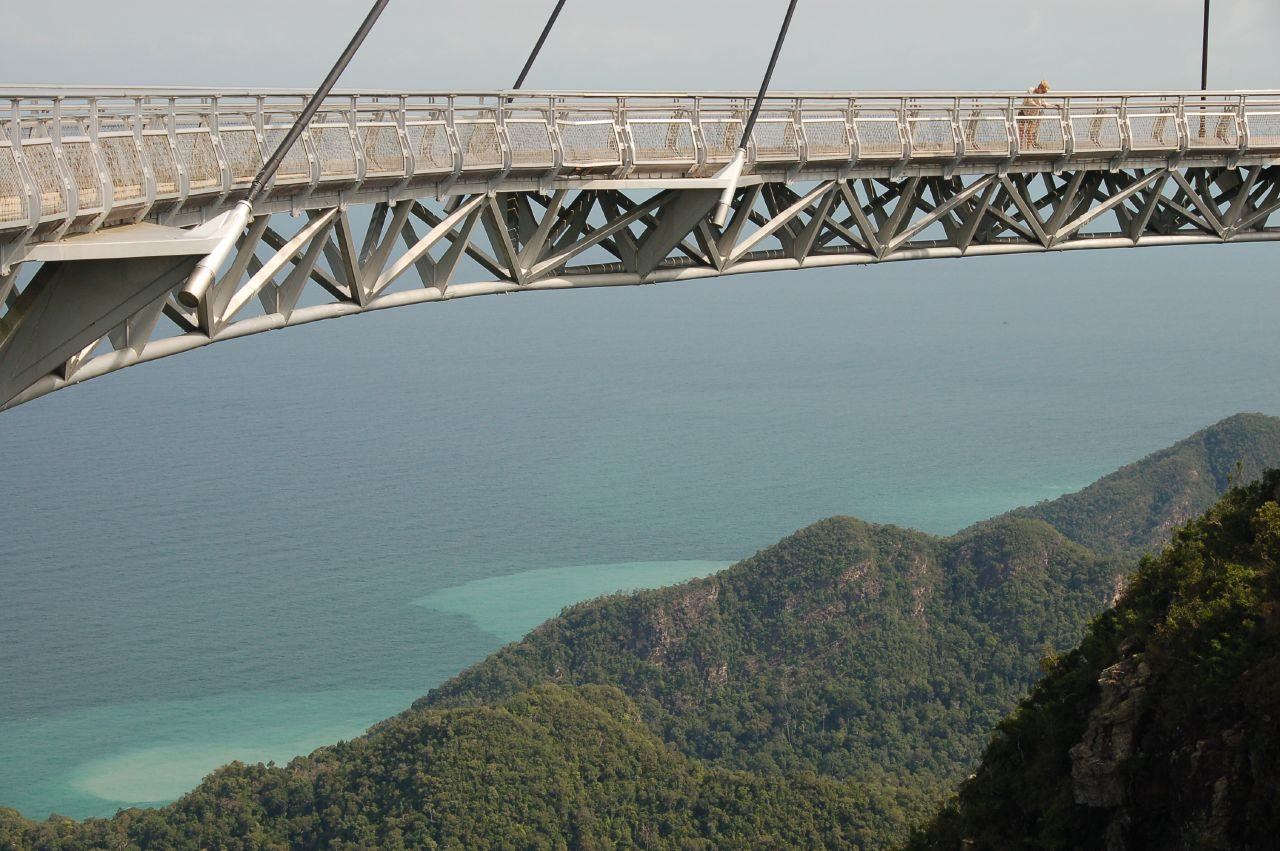